# N-(Hydroxymethyl)acrylamid
N-(Hydroxymethyl)acrylamid ist eine chemische Verbindung aus der Gruppe der ungesättigten Carbonsäureamide.

## Gewinnung und Darstellung
N-(Hydroxymethyl)acrylamid kann durch Reaktion von Acrylamid mit Formaldehyd gewonnen werden.

## Eigenschaften
N-(Hydroxymethyl)acrylamid ist ein weißer Feststoff, der löslich in Wasser ist. Handelsüblich wird der Stoff in Form wässriger Lösungen angeboten, die hoch reaktiv sind. Die Verbindung ist lichtempfindlich und kann spontan polymerisieren.

## Verwendung
N-(Hydroxymethyl)acrylamid ist ein bifunktionelles Monomer mit reaktiver Vinyl- und Hydroxymethylgruppe. Thermoplastische Polymere können durch Copolymerisation von N-Methylolacrylamid mit einer Vielzahl von Vinylmonomeren durch Emulsions-, Lösungs- und Suspensionsverfahren gebildet werden. Die resultierenden Produkte, die seitenständige Hydroxymethylgruppen aufweisen, können unter moderaten Bedingungen vernetzt werden, was die Umwandlung von thermoplastischen Grundgerüstpolymeren in duroplastische Materialien ermöglicht, ohne dass ein externes Vernetzungsmittel benötigt wird. Umgekehrt kann die Hydroxymethylgruppe mit einem Substrat wie Cellulose umgesetzt und anschließend durch radikalische Polymerisation vernetzt werden. Die Verwendungsmöglichkeiten von N-Methylolacrylamid reichen von Klebstoffen und Bindemitteln für die Papierherstellung und Textilien bis hin zu einer Vielzahl von Oberflächenbeschichtungen und Harzen für Lacke, Folien und Schlichtemittel. Es kann in nass- und trockenfesten Mitteln für Papier, in Textilveredelungsmitteln für Knitterfreiheit, in antistatischen Mitteln, in Dispergiermitteln, in Vernetzungsmitteln und in Emulsionspolymeren verwendet werden.